# Rolla, North Dakota
Rolla är en ort (city) i Rolette County i delstaten North Dakota i USA. Orten hade 1 223 invånare, på en yta av 3,78 km² (2020). Rolla är administrativ huvudort (county seat) i Rolette County.

## Kända personer från Rolla
- Allen I. Olson, guvernör i North Dakota 1981–1985